# Мисс Казахстан 2016
Мисс Казахстан 2016 года (каз. Мисс Қазақстан 2016) — 20-й конкурс красоты Мисс Казахстан. Был проведён 10 декабря 2016 года. Победительницей стала представительница города Кызылорды — Гульбану Азимхан.

## Проведение конкурса
Участницы посетили коррекционную школу-интернат Астаны. В рамках спортивных мероприятий финалистки посетили домашний матч «Барыса» с «Адмиралом» в регулярном чемпионате КХЛ. На следующий день девушек пригласили на тренировку игроков клуба, где они смогли выйти на лёд и получить мастер-класс от именитых спортсменов.

## Итог
| Финальные результаты | Участница                                                                   |
| -------------------- | --------------------------------------------------------------------------- |
| Мисс Казахстан 2016  | - Гульбану Азимхан                                                          |
| 1-я Вице Мисс        | - Ельназ Нурсеитова                                                         |
| 2-я Вице Мисс        | - Жанара Найманбаева                                                        |
| 3-я Вице Мисс        | - Анастасия Усольцева                                                       |
| Топ 8                | - Гульжан Давлетова - Айткуль Нурманова - Аруна Сагатбекова - Бертай Кымбат |

## Состав жюри
Состав жюри:
- Алёна Ривлина-Кырбасова — президент конкурса «Мисс Казахстан»,
- Загипа Балиева — мажилисвумен,
- Карина Искакова — главный редактор «Elle Kazakhstan»,
- Турсынбек Нуркалиев — директор балетной труппы «Астана Опера»,
- Ырза Турсынзада — руководитель компании «Алтын орда»,
- Асхат Оралов — депутат маслихата Астаны,
- Василий Левит — боксёр, серебряный призёр Летних Олимпийских игр — 2016,
- Ануар Нурпеисов — актёр, шоумен и певец.

## Инцидент
Во время проведения Интеллектуального конкурса после ответа участницы Ельназ Нурсеитовой из Астаны Ануар Нурпеисов призвал девушек одуматься и отказаться от конкурсов красоты в пользу конкурсов знаний.
По словам актёра, снова задать вопрос конкурсантке про книги его натолкнула ситуация конкурса красоты на «Мисс Казахстан 2015», когда победительница Алия Мергембаева призналась, что не читает книг.

## Участницы
Список участниц:
| Имя                     | Возраст*              | Рост | Родной регион/город | Место               | Примечание                          |
| ----------------------- | --------------------- | ---- | ------------------- | ------------------- | ----------------------------------- |
| Гульбану Азимханова     | 18                    |      | Кызылорда           | Мисс Казахстан 2016 |                                     |
| Камила Асилова          | 18                    |      | Алматы              |                     |                                     |
| Тогжан Бекжигит         | 20                    |      | Шымкент             |                     |                                     |
| Данара Бекмурзаева      | 16                    |      | Петропавловск       |                     |                                     |
| Сандина Бисен           | 20                    |      |                     |                     | Мисс Instagram                      |
| Гульжан Давлетова       | 19                    |      | Алматы              | Топ 8               |                                     |
| Аккумис Елемесова       | 21                    |      | Атырау              |                     |                                     |
| Бегайым Жорабекова      | 21                    |      | Астана              |                     |                                     |
| Зарина Загидуллина      | 20                    |      | Туркестан           |                     |                                     |
| Жанзира Карибаева       | 21                    |      |                     |                     | Мисс Instagram                      |
| Айзат Кожабаева         | 21                    |      | Павлодар            |                     |                                     |
| Дания Кулярканова       | 17                    |      | Актобе              |                     |                                     |
| Бертай Кымбат           | 21                    |      | Тараз               | Топ 8               |                                     |
| Айман Назенгалиева      | 18                    |      | Атырау              |                     | Мисс Instagram                      |
| Жанара Найманбаева      | Отказалась раскрывать |      | Кокшетау            | 3-я Вице Мисс       | Заменила Марию Пятину из Караганды. |
| Далида Наукенова        | 24                    |      | Алматы              |                     |                                     |
| Айткуль Нурманова       | 19                    |      | Костанай            | Топ 8               |                                     |
| Ельназ Нурсеитова       | 18                    |      | Астана              | 1-я Вице Мисс       |                                     |
| Екатерина Подгородецкая | 19                    |      | Астана              |                     |                                     |
| Аруна Сагатбекова       | 16                    |      | Талдыкорган         | Топ 8               |                                     |
| Балкия Сазанова         | 18                    |      | Актау               |                     |                                     |
| Анастасия Усольцева     | 18                    |      | Усть-Каменогорск    | 3-я Вице-мисс       |                                     |
| Екатерина Цыганова      | 24                    |      | Петропавловск       |                     |                                     |
| Айнур Шаймарданова      | 18                    |      | Уральск             |                     |                                     |
| Кристиана Шлиммер       | 17                    |      | Костанай            |                     |                                     |

- На момент участия в конкурсе

## Замена участниц
30 ноября 2016 года участница из Караганды была госпитализирована в больницу Астаны. Первоначально причиной называлось отравление, участница планировала продолжить участие в национальном конкурсе. Но позже появилась информация, что она была доставлена с подозрением на острый аппендицит, которое подтвердилось. Девушка была прооперирована. Также сообщалось, что выбывшая участница может участвовать на следующем конкурсе красоты «без предварительных кастингов и региональных туров». При проведении регионального тура в Караганде в ноябре 2017 года Мария отказалась от участия, мотивируя это нежеланием отрываться от учёбы. Место участницы из Караганды заняла представительница Кокшетау — Жанара Найманбаева. Ранее сообщалось, что участница из Кокшетау примет участие в национальном конкурсе красоты, но она не явилась на конкурс из-за продлившейся рабочей командировки, её сняли с участия.

## Разное
- Ведущий солист «Астана Опера» — Сундет Байгожин сделал предложение руки и сердца участнице из Костаная — Айткуль Нурмановой[17]
- Второе предложение было сделано участнице из Павлодара — Айзат Кожабаевой[17].